# Kempten (Allgäu) Ost
Kempten (Allgäu) Ost (niem.: Bahnhof Kempten (Allgäu) Ost) – przystanek kolejowy w Kempten (Allgäu), w kraju związkowym Bawaria, w Niemczech. Według DB Station&Service ma kategorię 6. Znajduje się na linii Neu-Ulm – Kempten.

## Linie kolejowe
- Linia Neu-Ulm – Kempten